# État de Bijawar
1769–1950
Entités précédentes :
- Raj britannique

Entités suivantes :
- Inde

Bijawar est un ancien États princiers des Indes fondé au XVIIe siècle par Bijai Singh, un raja Gond du Garha Mandla.

## Histoire
En 1857, le raja Bham Pratap Singh se range aux côtés des Britanniques durant la révolte des Cipayes, il en sera remercié par certains privilèges dont un salut de 11 coups de canon. Il reçoit le titre de maharaja en 1866, auquel est accolé le préfixe Sawai en 1877. Bham Pratap, sans descendance, aura pour successeur, suivant la tradition rajpute, son fils adoptif Sanwant Singh, un des fils du maharaja d'Orchhâ.
L'État princier a subsisté jusqu'en 1950 et fait partie aujourd'hui du Madhya Pradesh.

## Dirigeants: Râja puis Mahârâja
- Râja
- 1769 - 1793 : Bir Singh Deo
- 1793 - 1802 : Himmat Bahadur
- 1802 - 1810 : Keshri Singh
- 1811 - 1833 : Ratan Singh
- 1833 - 1847 : Lakshman Singh
- 1847 - 1866 : Bham Pratap Singh (1842-1899)
- Mahârâja puis après 1877 Sawai Mahârâja
- 1866 - 1899 : Bham Pratap Singh
- 1900 - 1940 : Savant Singh (1877-1940)
- 1940 - 1950 : Govind Singh (1934-1983)